# The Sims 3
The Sims 3 (prt: Os Sims 3) é um jogo eletrônico de simulação de vida de 2009 desenvolvido pelo estúdio Redwood Shores da Maxis e publicado pela Electronic Arts. Parte da série The Sims, é a sequência de The Sims 2. Foi lançado em 2 de junho de 2009, para Mac OS X, Microsoft Windows e versões para smartphones. Versões de console foram lançadas para PlayStation 3, Xbox 360 e Nintendo DS em outubro de 2010 e um mês depois para Wii. A versão para Windows Phone foi lançada em 15 de outubro de 2010. Uma versão para Nintendo 3DS, lançada em 27 de março de 2011, foi um dos títulos de lançamento da plataforma.
O jogo segue as mesmas premissas de seus antecessores The Sims e The Sims 2 e é baseado em uma simulação de vida onde o jogador controla as ações e destinos de seus personagens, os Sims, bem como suas casas e bairros. The Sims 3 expande os jogos anteriores por ter um sistema de mundo aberto, onde os bairros são completamente abertos para os sims se movimentarem sem nenhuma tela de carregamento. Uma nova ferramenta de design é introduzida, a ferramenta Criar-um-Estilo, que permite que cada objeto, roupa e cabelo sejam redesenhados em qualquer cor, material ou padrão de design.
The Sims 3 foi um sucesso comercial, vendendo 1,4 milhão de cópias na primeira semana. Recebeu críticas positivas dos críticos, com uma pontuação de 86/100 do agregador Metacritic indicando críticas "geralmente favoráveis". O jogo vendeu mais de dez milhões de cópias em todo o mundo desde seu lançamento em 2009, tornando-se um dos jogos de PC mais vendidos de todos os tempos. The Sims 3 também recebeu onze pacotes de expansão e nove "coleções de objetos". Uma sequência, The Sims 4, foi lançada em setembro de 2014 para PC; recebeu críticas mistas, em grande parte devido à remoção do mundo aberto, ferramenta Criar-um-Estilo e falta de conteúdo.

## Jogabilidade
Como nos jogos anteriores da franquia, em The Sims 3 os jogadores controlam as atividades e relacionamentos de seus próprios Sims. A jogabilidade é aberta e não tem um objetivo definido. Os sims vivem em bairros, agora oficialmente chamados de 'mundos', que podem ser personalizados, permitindo ao jogador criar suas casas, lotes comunitários e sims, embora muitos deles venham com o jogo principal.
Esses mundos agora são 'contínuos', permitindo que todos os sims se movam livremente sem nenhuma tela de carregamento entre os lotes, como acontecia nos jogos anteriores. Assim, o bairro inclui lotes comunitários que podem ser lotes de lazer (como parques, academias e cinemas) e lotes de trabalho (prefeitura, hospital, comércio). Como a vizinhança é aberta, o jogo inclui a mecânica "Progressão da História", que permite que todos os Sims da vizinhança continuem suas vidas de forma autônoma sem que o jogador os controle.  Isso ajuda a avançar a história de toda a vizinhança, em vez de apenas as unidades de jogo ativas. Os Sims vivem por um período de tempo definido que é ajustável pelo jogador e avança por vários estágios da vida (recém-nascido, bebê, criança, adolescente, jovem adulto, adulto e idoso). Sims podem morrer de velhice ou podem morrer prematuramente de causas como incêndio, fome, afogamento e eletrocussão.
O mundo principal do jogo é Sunset Valley (na versão para console, o mundo principal é Moonlight Bay), enquanto um mundo adicional chamado Riverview pode ser obtido gratuitamente. Todos os pacotes de expansão até o momento (exceto Generations e Seasons) incluíram um mundo, e mundos adicionais podem ser comprados na The Sims 3 Store por SimPoints. Além disso, Sunset Valley e alguns dos outros mundos disponíveis têm algum grau de conexão com o enredo criado por The Sims e The Sims 2. No jogo, Sunset Valley é declarado a mesma cidade que o bairro padrão em The Sims, e Pleasantview de The Sims 2, embora ambientados vinte e cinco e cinquenta anos antes, respectivamente. Vários personagens pré-fabricados de outros jogos Sims aparecem nos mundos do Sims 3, muitos deles em uma forma mais jovem.
Oportunidades de carreira, como trabalhar horas extras ou concluir tarefas, podem gerar um aumento de salário, bônus em dinheiro ou melhoria no relacionamento. Os desafios ocorrem aleatoriamente com base no estilo de vida de cada Sim, como relacionamentos, habilidades e trabalhos. As oportunidades de habilidade são os pedidos dos vizinhos do seu sim ou membros da comunidade para que os Sims resolvam problemas usando suas habilidades adquiridas em dinheiro ou recompensas de relacionamento.
O novo sistema de recompensa Desejos substitui o sistema Desejos e Medos em seu antecessor The Sims 2. Realizar os desejos de um Sim contribui para a pontuação de Felicidade Duradoura do Sim, permitindo que os jogadores comprem Recompensas Duradouras pelo custo desses pontos de Felicidade Duradoura.
O jogo apresenta uma grande mudança em termos de personalização com a ferramenta "Criar-um-Estilo". Desta forma, cada objeto ou peça de roupa do jogo é totalmente personalizável em termos de cor (que pode ser escolhida em um círculo cromático), material (plástico, pedra, tecido, madeira...) ou padrão de design.

### Criar-um-Sim
The Sims 3 apresenta muito mais opções de personalização de personagem do que seu antecessor The Sims 2. Como no jogo anterior, o jogador pode personalizar idade, constituição corporal, cor da pele, penteados, roupas e personalidade. Uma nova etapa da vida se insere entre a adolescência e a idade adulta: a idade jovem adulta. Este estágio foi introduzido no The Sims 2 apenas durante o período universitário, mas agora é o principal estágio de vida do jogo. Opções adicionais foram adicionadas em expansões e atualizações, como tatuagens, tamanho dos seios e definição muscular. The Sims 3 oferece uma gama mais ampla de tons de pele do que seus antecessores, variando de tons de pele claros e escuros realistas a cores verdes e roxas fantásticas.
O jogo se baseia em um novo sistema de personalidade. Ao contrário dos jogos anteriores, onde as personalidades consistiam em controles deslizantes e um conjunto limitado de pontos de personalidade para distribuir entre eles, The Sims 3 apresenta um sistema de traços: sims adultos podem ter até 5 traços de personalidade para escolher em uma lista. Essas características podem ser mentais, físicas, sociais ou influenciadas pelo estilo de vida e empregos. As características determinarão diferentes ações que os sims podem fazer, bem como comportamentos e desejos.

### Habilidades
Os sims podem aprender habilidades interagindo com diferentes objetos. As habilidades melhoram gradualmente em 10 níveis. As melhorias nas habilidades são úteis para atingir os objetivos de carreira, bem como desbloquear novas possibilidades para as atividades que exigem as habilidades, por exemplo, um alto nível de jardinagem permite que os sims plantem diferentes sementes raras. As habilidades básicas incluem Lógica, Culinária, Pintura, Jardinagem, Escrita, Guitarra, Atletismo, Mecânica, Carisma e Pesca. Novas habilidades foram posteriormente adicionadas em pacotes de expansão.

### Carreiras
Muitas das carreiras do The Sims 2 e The Sims estão de volta no The Sims 3. As carreiras no jogo principal são Negócios, Culinária, Criminal, Educação, Jornalismo, Aplicação da Lei, Medicina, Militar, Musical, Política, Ciência e Esportiva, bem como trabalhos a tempo parcial na livraria, supermercado ou spa, que podem ser realizados tanto por adultos como por adolescentes. Cada um dos trabalhos ocorre em um lote comunitário do bairro. No entanto, esses lotes são apenas edifícios "toca do coelho", com fachada externa, mas o jogador não pode acessá-los e não consegue ver o que acontece lá dentro. Assim, os trabalhos são automáticos no jogo, mesmo que às vezes o jogador receba desafios e perguntas com diferentes opções para ter mais controle sobre o desempenho da carreira dos sims. Avançar na carreira ainda depende do humor e das habilidades, mas com o acréscimo de relacionamentos com colegas/chefe e até mesmo de certos objetivos que precisam ser cumpridos. Os jogadores podem controlar se os sims vão "Trabalhar duro", "Pegar leve", "Puxar o saco do chefe", etc., afetando assim seu desempenho. Um novo recurso que o The Sims 3 oferece é a ramificação de carreiras, que permite aos Sims escolher um determinado caminho em sua carreira (como um Sim na carreira musical pode eventualmente optar por se especializar em música sinfônica ou rock). Esses ramos geralmente são oferecidos em torno do nível 6 de uma carreira, dependendo de qual carreira o Sim está trabalhando.
O pacote de expansão Ambitions inclui novas profissões realmente jogáveis: Bombeiro,  Caça-fantasmas, Investigador, Designer Arquitetônico e Estilista. Alguns deles acontecem em um lote comunitário jogável, como Bombeiro ou Estilista, enquanto outros são trabalhos freelance. Os jogadores podem procurar shows na vizinhança e realmente realizá-los. Por exemplo, um designer de arquitetura pode visitar as casas de outros sims e redecorar em troca de dinheiro e desempenho profissional.
Os Sims também podem ganhar a vida em casa por meio de suas habilidades, como vender suas próprias pinturas, escrever romances, tocar violão para obter dicas ou cultivar frutas e vegetais. Os Sims também podem comprar empresas e receber uma porcentagem dos lucros que obtêm.

### Modos Construção/Compra
Como nos jogos anteriores, uma ferramenta de construção/compra está incluída para projetar casas e lotes comunitários. Os dois modos mantêm a maioria das principais ferramentas fundamentais dos jogos anteriores.
O modo construção é usado para adicionar paredes, pintá-las, adicionar escadas, portas e janelas, estabelecer pisos, criar fundações, porões, piscinas e lagoas. Alguns pacotes de expansão adicionam recursos extras do modo construção, como design de terreno. Os jogadores não podem construir ou colocar objetos fora dos limites do lote.
No modo compra, o jogador pode comprar e colocar novos objetos, como eletrodomésticos, eletrônicos, móveis e veículos. O modo compra se concentra principalmente em fornecer objetos que são úteis ou necessários para os sims, permitindo que eles desenvolvam habilidades, forneçam algum tipo de utilidade ou apenas para atuar como decoração de casa. As descrições de muitos dos objetos disponíveis para compra no jogo envolvem humor, sarcasmo, insultos ao jogador e sagacidade, e servem como alívio cômico no jogo.
Os modos construção e compra receberam sua própria reformulação. Os modos mantêm o sistema de construção de grade do jogo anterior, porém, essa grade agora é mais flexível, permitindo que os objetos sejam dispostos no meio dos ladrilhos ou sem qualquer ajuda de grade. Um modo de planta é adicionado em outras expansões, onde salas pré-projetadas estão disponíveis para serem construídas como estão. A ferramenta Criar-um-Estilo também pode ser aplicada para redesenhar cada peça de mobiliário ou construção, mudando para qualquer cor, material ou padrão de design.

### Criar-um-Mundo
Em 29 de outubro de 2009, a Electronic Arts anunciou "Criar-um-Mundo", que é um editor de mundo de jogo que permite aos jogadores criar suas próprias cidades personalizadas do zero para uso no jogo. Os jogadores podem personalizar lotes, escolher padrões de terreno e adicionar estradas, vegetação e detalhes de vizinhança (como torres de água e faróis). O Criar-um-Mundo também permite que os jogadores importem designs de arquivos PNG para uso em seus mundos. Os usuários podem enviar seus mundos para o The Sims 3 Exchange para download por outros jogadores. A ferramenta de edição é oferecida aos jogadores como um download separado e foi lançada em 16 de dezembro de 2009, como uma versão beta. A EA oferecerá suporte técnico e atualizações. Os jogadores podem compartilhar seus bairros como em outros conteúdos. A ferramenta Criar-um-Mundo está disponível para PCs com Windows.

### Família
Como este jogo é uma simulação de vida, os sims podem ter famílias. Você pode criar uma família no Criar-um-Sim e editar seus relacionamentos, ou pode encontrar manualmente diferentes sims e ter filhos.

Sims interagindo em um parque.

Jovens adultos e adultos podem tentar ter um bebê. Não há opção "Tentar ter um bebê" para Sims mais jovens ou mais velhos. A única exceção são os homens mais velhos – eles podem tentar ter um bebê com uma mulher de qualquer idade, embora a concepção possa ser significativamente mais difícil. Para tentar ter um bebê, dois sims do sexo oposto devem ter um relacionamento de "interesse romântico" ou superior. Uma melodia parecida com uma canção de ninar tocará se a sim estiver grávida, embora às vezes ela não toque.
As Sims terão o humor Nausenta se estiverem grávidas, e esses sintomas persistirão por cerca de 1 dia sim até que descubram que estão grávidas e mudem para roupas de gravidez padrão. De agora em diante até depois do nascimento, a sim não poderá usar suas roupas habituais. Alguns sintomas de gravidez que as sims podem experimentar são: Náusea, dor nas costas, apetite reduzido ou aumentado e incapacidade de participar de certas ações ou exercícios.
Quando a sim entra em trabalho de parto, elss podem ter o bebê no hospital ou ter um parto em casa. A maioria das sims vai para o hospital por padrão, mas esta ação pode ser cancelada. O interior para crianças e bebês pode ser comprado no modo de compra. Os bebês exigem muita atenção e cuidado e podem ser levados pelos serviços sociais se não forem dados a eles – junto com bebês, crianças e adolescentes. Babás podem ser contratadas para acompanhar as crianças se os pais estiverem ocupados.

## Desenvolvimento
Electronic Arts anunciou The Sims 3 em 19 de março de 2008. Em 15 de janeiro de 2009, a Maxis convidou "alguns dos melhores" criadores de conteúdo personalizado para seu campus em Redwood Shores, onde eles estavam hospedando um acampamento de criadores. Os criadores foram convidados a passar a semana explorando e criando conteúdo como Sims, casas e conteúdo personalizado. O trabalho dos criadores foi usado para pré-preencher o The Sims 3 Exchange.
Em 8 de maio de 2009, a Maxis anunciou que The Sims 3 havia se tornado ouro, o que significa que o jogo havia terminado o estágio de teste beta e estava pronto para ser fabricado antes de seu lançamento em junho de 2009. Em 15 de maio de 2009, a Maxis lançou várias experiências de teaser interativas on-line no site do The Sims 3, incluindo 'SimFriend', que permite aos usuários escolher um Sim amigo virtual que enviaria um e-mail para eles durante o dia. 'SimSocial', que permite aos usuários criar seus próprios Sims on-line e viver uma aventura com eles. 'SimSidekick', que permite aos usuários navegar na web com um sim. Duas semanas antes do lançamento do jogo, uma cópia não autorizada da versão de distribuição digital do jogo vazou na Internet. Maxis comentou mais tarde que o vazamento era uma versão "pré-final com bugs". Maxis afirma que mais da metade do jogo está faltando e é suscetível a travamentos ou pior. Alegadamente, o título teve taxas de violação de direitos autorais mais altas do que o jogo mais baixado de 2008, Spore, também desenvolvido pela Maxis.
A Maxis contou com a opinião dos usuários de jogos anteriores. A fim de criar as animações do jogo, para que pareçam críveis, mas bobas, eles filmaram referências da vida real de pessoas realizando tarefas de maneiras ultrajantes até ficarem satisfeitas com o resultado.
Cada personagem do jogo foi criado especificamente pelos desenvolvedores para ter sua própria história de vida, desejos, sonhos e personalidades. Os desenvolvedores gastam muito tempo tentando fazer o mundo parecer perfeito e os personagens parecerem reais.

### Marketing
Em 31 de outubro de 2008, dois teaser trailers foram lançados pela Electronic Arts apresentando uma visão cômica da eleição presidencial de 2008 nos Estados Unidos. Os candidatos John McCain e Barack Obama foram incluídos junto com seus respectivos companheiros de chapa Sarah Palin e Joe Biden.
Em abril de 2009, a Electronic Arts começou a colocar outdoors em várias áreas para fazer propaganda do jogo. Muitos dos outdoors cobriam arranha-céus em áreas densamente povoadas, principalmente a Times Square na cidade de Nova Iorque. Os custos desses outdoors foram estimados em US$10 milhões por mês.
Em 23 de março de 2009, The Sims 3 foi lançado ao longo da história de um episódio de One Tree Hill.
Em 19 de abril de 2009, a Target lançou um disco promocional do The Sims 3 que apresenta um pôster da banda Ladytron, o download da música tema do The Sims 3 e um cupom de $5 de desconto. O menu principal inclui downloads de protetores de tela, vídeos, Criar-um-Sim, Criar-uma-Casa e muito mais. Não há jogabilidade real envolvida, mas descreve como é jogar.
Em 14 de julho de 2010, a Ford iniciou uma promoção na The Sims 3 Store permitindo que os jogadores baixassem seu carro mais novo da época, o Ford Fiesta Mark VII. O carro também veio com uma coleção de placas de rua. Em 27 de outubro de 2010, o download foi atualizado para incluir o Fiesta Hatchback. O Ford Focus 2012 foi disponibilizado para download em 8 de junho de 2011. O carro incluía uma camiseta masculina da Ford, uma camiseta feminina da Ford, um aparelho de som e um conjunto de luzes de neon, tudo para uso no jogo. O pacote Focus estava disponível para download nas plataformas Mac, PC, Xbox e PlayStation.
Em 2012, a EA fez parceria com a cantora americana Katy Perry para promover o The Sims 3. Como parte da promoção, uma edição especial de colecionador de Katy Perry do pacote de expansão Showtime foi lançada, bem como a coleção de objetos Katy Perry's Sweet Treats. Ambos os pacotes incorporam elementos conceituais do terceiro álbum de estúdio de Perry, Teenage Dream (2010), com o último incluindo uma versão em Simlish do quinto single do álbum, "Last Friday Night (T.G.I.F.)", no rádio do jogo.

### Áudio
A música para The Sims 3 foi composta por Steve Jablonsky. As partituras foram gravadas com a Hollywood Studio Symphony no Newman Scoring Stage da 20th Century Fox. A música para os objetos de som e guitarra do jogo foi produzida por outros, incluindo Ladytron, Darrell Brown, Rebeca Mauleon e Peppino D'Agostino. Música adicional foi produzida pela APM Music. Duas trilhas sonoras foram lançadas para o jogo base The Sims 3, The Sims 3 Soundtrack e The Sims 3 – Stereo Jams. A trilha sonora inclui música tema e o álbum Stereo Jams inclui músicas de aparelhos de som do jogo.  odas as músicas do Stereo Jams estão em Simlish.
Vários artistas musicais fizeram parceria com a EA para apresentar algumas de suas canções na linguagem dos Sims, Simlish. Os artistas variam de Katy Perry, Lady A, The Flaming Lips, Damien Marley, Depeche Mode, Nelly Furtado e Flo Rida.

### Lançamento
Em 3 de fevereiro de 2009, foi anunciado que a data de lançamento do The Sims 3 seria adiada de 20 de fevereiro de 2009 para 2 de junho de 2009 nos Estados Unidos e 5 de junho de 2009 no Reino Unido.
A EA Singapore lançou o The Sims 3 com uma grande festa de lançamento, realizada em 2 de junho de 2009, no shopping Bugis+ em Singapura. No evento, camisetas do The Sims 3 estavam disponíveis para compra. Em Sydney, Austrália, em 4 de junho de 2009, um evento de moda para mostrar a liberdade e a auto-expressão em The Sims 3 foi realizado pela Electronic Arts Australia e incluiu uma apresentação de Jessica Mauboy.
O jogo foi lançado como uma edição padrão e uma Edição de Colecionador. Tanto a Edição de Colecionador quanto a edição padrão do jogo vêm com um cupom de 1.000 Sim Points para gastar na The Sims 3 Store. A edição padrão contém o primeiro lançamento do jogo principal, enquanto a Edição de Colecionador inclui o jogo principal Sims 3, uma unidade flash USB The Sims Plumbob de 2 GB (pré-carregada com papéis de parede e protetores de tela do jogo e o tema principal como um arquivo MP3) com mosquetão verde correspondente, um download exclusivo de carro esportivo de estilo europeu, um guia de dicas e dicas Prima (não o guia Sims 3 Prima real) e adesivos Plumbob. Aqueles que encomendaram o jogo também receberam um download de carros esportivos antigos, o pôster do bairro do The Sims 3 e um guia de referência de início rápido. Um CD de pré-visualização com mais informações sobre The Sims 3, como amostras de música, descrições de família e informações de carreira, também foi lançado.
Quando o jogo foi lançado em 2 de junho de 2009, apresentava as duas versões para Microsoft Windows e Mac OS X no mesmo disco, ao contrário dos jogos anteriores da série The Sims, que foram portados para Mac pela Aspyr e lançados vários meses depois de data de lançamento inicial. A versão para Mac foi criada com a ajuda da Transgaming, Inc., que licenciou Cider para desenvolvedores para tornar seus jogos compatíveis com Mac emulando APIs do Windows. No entanto, jogar no Mac geralmente resulta em desempenho inferior do que no Windows, especialmente em sistemas de última geração. Por ser um aplicativo de 32 bits, não é compatível com o macOS Catalina ou posterior. Em 2 de outubro de 2019, a Maxis anunciou que lançaria uma versão atualizada de 64 bits do jogo, intitulada The Sims 3 (64-Bit & Metal), com compatibilidade para Mac OS X Catalina ou posterior. Os jogadores que registrarem o jogo no Origin receberão a nova versão gratuitamente. The Sims 3 (64-Bit & Metal) foi lançado em 28 de outubro de 2020.

### Motor de Jogo
O The Sims 3 utiliza uma versão modificada do motor RenderWare da Criterion Games, modificado para atender as demandas da simulação avançada e fluxo de dados para o mundo aberto.

## Plataformas

### Smartphone
Uma versão agora descontinuada do The Sims 3 foi lançada para iOS, Android, Bada, Symbian, BlackBerry OS e Windows Phone em 2 de junho de 2009. O jogo para iPhone funciona de maneira semelhante à versão para PC. No Criar-um-Sim, em vez de Desejos Duradouros, existem personas. Personas decidem quais desejos de vida seu sim terá, já que uma persona é o maior fator na personalidade de um Sim. Os Sims começam com uma casa pequena. A casa pode ser expandida a cada cinco dias sim, se o jogador puder pagar. Existem quatro carreiras na cidade: biologia, política, negócios e culinária. Como na versão para PC, os Sims também podem aprender habilidades. Existem quase 75 desejos no jogo. Quando todos eles são cumpridos, os Sims desbloqueiam a carreira criminosa e podem comprar um carro. Em alguns eventos, como quebra de eletrodomésticos, o jogador deve jogar um minijogo para resolver ou fazer a ação. O jogo foi atualizado em 30 de novembro de 2010 para adicionar suporte à tela Retina de dispositivos mais novos.
Um pacote de expansão autônomo para a versão iOS, World Adventures, foi lançado em 2 de abril de 2010. World Adventures adiciona túmulos, novos desafios, personagens e carreiras, novos lugares para explorar (Egito, China e França), roupas e novos móveis. Um segundo pacote de expansão independente, Ambitions, foi lançado em 16 de setembro de 2010. Ambitions adicionaram novas habilidades (combate a incêndios, pintura, paternidade e esportes), novos edifícios comunitários e a capacidade de ter filhos. Em 6 de novembro de 2009, a EA anunciou o lançamento de um pacote de tema de vampiro para o iPhone. O pacote incluía conjuntos Viva ou Use com vampiros e lobisomens, temas de castelo e vida no campus. Os conjuntos "Viva" contêm carros, móveis, decoração, papel de parede e pisos. Os conjuntos "Use" contêm roupas, novas opções de CAS e estilos de cabelo.

### Consoles
The Sims 3 foi lançado para consoles de jogos em 26 de outubro de 2010, para PlayStation 3, Xbox 360 e Nintendo DS. Mais tarde, foi lançado para Wii em 15 de novembro de 2010 e Nintendo 3DS em 25 de março de 2011.
O jogo permite ao jogador enfrentar até três amigos no jogo Life Moments no Wii, fazer upload e download de conteúdo no Xbox Live e PlayStation Network, incluindo móveis, casas e criações de jogadores ou experimentar uma simulação de vida completa em um computador de mão com  Nintendo DS. As críticas ao jogo variaram de médias a moderadamente positivas. Os Sims podem envelhecer e morrer, mas os ciclos de vida também podem ser desativados opcionalmente. The Sims 3 apresenta um novo sistema de Carma (semelhante ao sistema de influência em The Sims 2). Os Sims podem interagir com Sims crianças da vizinhança ou ter seus próprios filhos. Ao contrário da versão para PC do jogo, as versões para console têm tempos de carregamento ao se mover de uma área para outra e ao acessar os modos construção/compra.
As versões para PlayStation 3 e Xbox 360 receberam críticas em sua maioria positivas. No Metacritic, ele detém uma pontuação média de 77 e 76 de 100 nas versões PS3 e Xbox 360, respectivamente. Game Informer deu às versões 360 e PS3 um 9/10, elogiando o novo sistema Carma e The Exchange. GameSpot deu ao jogo uma nota 7/10, observando que "o jogo carece de fluidez, mas é divertido por si só." Em uma crítica positiva, a IGN elogiou o jogo por seus controles nos consoles, mas disse que ficou desapontado com o fato de haver apenas uma cidade no jogo, além de bugs, incluindo uma falha em que o jogo não salva uma vez que uma determinada semana tenha sido alcançada. A versão Wii recebeu críticas mistas e foi criticada por revisores e jogadores por baixo desempenho e falhas, devido ao hardware Wii mais fraco.

## Expansões, complementos e edições

### Pacotes de expansão
| Nome                                                  | Data de lançamento                                                                     |
| ----------------------------------------------------- | -------------------------------------------------------------------------------------- |
| World Adventures Volta ao Mundo / Aventuras no Mundo  | - AN: 17 de novembro de 2009 - EU: 20 de novembro de 2009 - BR: 25 de novembro de 2009 |
| Ambitions Ambições / Ambições Profissionais           | - AN: 1 de junho de 2010 - EU: 4 de junho de 2010 - BR: 10 de junho de 2010            |
| Late Night Caindo na Noite / Pela Noite Dentro        | - AN: 26 de outubro de 2010 - EU: 29 de outubro de 2010 - BR: 4 de novembro de 2010    |
| Generations Gerações                                  | - AN: 31 de maio de 2011 - BR: 31 de maio de 2011 - EU: 3 de junho de 2011             |
| Pets Pets / Mascotes                                  | - AN: 18 de outubro de 2011 - EU: 21 de outubro de 2011 - BR: 25 de outubro de 2011    |
| Showtime                                              | - AN: 6 de março de 2012 - EU: 6 de março de 2012 - BR: 8 de março de 2012             |
| Supernatural Sobrenatural                             | - AN: 4 de setembro de 2012 - EU: 6 de setembro de 2012 - BR: 7 de setembro de 2012    |
| Seasons Estações / Quatro Estações                    | - AN: 13 de novembro de 2012 - EU: 15 de novembro de 2012 - BR: 22 de novembro de 2012 |
| University Life Vida Universitária                    | - AN: 5 de março de 2013 - EU: 7 de março de 2013 - BR: 7 de março de 2013             |
| Island Paradise Ilha Paradisíaca / Ilhas Paradisíacas | - AN: 25 de junho de 2013 - BR: 20 de junho de 2013 - EU: 25 de junho de 2013          |
| Into the Future No Futuro                             | - AN: 24 de outubro de 2013 - EU: 24 de outubro de 2013 - BR: 24 de outubro de 2013    |

### Coleções de objetos
As coleções de objetos incluem apenas novos itens, por ex.  móveis, roupas, penteados. Eles não adicionam nenhuma nova funcionalidade ao jogo. Os pacotes de objetos são compatíveis com Windows e Mac OS X, assim como com o jogo principal e os pacotes de expansão.
| Nome                                                       | Data de lançamento                                                                     |
| ---------------------------------------------------------- | -------------------------------------------------------------------------------------- |
| High-End Loft Stuff Vida em Alto Estilo / Design High Tech | - AN: 2 de fevereiro de 2010 - EU: 5 de fevereiro de 2010 - BR: 5 de fevereiro de 2010 |
| Fast Lane Stuff Acelerando / A vida ao mais alto nível!    | - AN: 7 de setembro de 2010 - EU: 10 de setembro de 2010 - BR: 10 de setembro de 2010  |
| Outdoor Living Stuff Vida ao Ar Livre                      | - AN: 1 de fevereiro de 2011 - EU: 4 de fevereiro de 2011 - BR: 5 de fevereiro de 2011 |
| Town Life Stuff Vida Urbana / Vida na Cidade               | - AN: 26 de julho de 2011 - EU: 29 de julho de 2011 - BR: 31 de julho de 2011          |
| Master Suite Stuff Suíte de Luxo                           | - AN: 24 de janeiro de 2012 - EU: 27 de janeiro de 2012 - BR: 31 de janeiro de 2012    |
| Katy Perry Sweet Treats Mundo Doce / Doces Surpresas       | - AN: 5 de junho de 2012 - EU: 7 de junho de 2012 - BR: 7 de junho de 2012             |
| Diesel Stuff Diesel                                        | - AN: 10 de julho de 2012 - EU: 12 de julho de 2012 - BR: 13 de julho de 2012          |
| 70s, 80s, & 90s Stuff Anos 70, 80 e 90                     | - AN: 22 de janeiro de 2013 - EU: 24 de janeiro de 2013 - BR: 24 de janeiro de 2013    |
| Movie Stuff Cinema                                         | - AN: 12 de setembro de 2013 - EU: 12 de setembro de 2013 - BR: 12 de setembro de 2013 |

### Edições
| Nome                                                                              | Data de Lançamento                                                                    | Inclui |
| --------------------------------------------------------------------------------- | ------------------------------------------------------------------------------------- | --- |
| The Sims 3                                                                        | - AN: 2 de junho de 2009 - EU: 4 de junho de 2009                                     | Jogo base em DVD. |
| The Sims 3 Collector's Edition The Sims 3 Edição de Colecionador                  | - AN: 2 de junho de 2009 - EU: 5 de junho de 2009 - BR: 5 de junho de 2009            | Jogo base em DVD, um pendrive USB 2 GB exclusivo em forma de prisma com mosquetão e um download exclusivo do carro esportivo no estilo europeu do jogo.                                                  |
| The Sims 3 Holiday Collector's Edition The Sims 3 Edição de Colecionador de Natal | - BR: 6 de novembro de 2009 - EU: 3 de dezembro de 2009                               | Jogo base em DVD, música tema de Natal de The Sims 3, 6 itens de jogo com tema natalino, papel de parede com tema natalino de The Sims 3 e download exclusivo de carro esportivo estilo europeu no jogo. |
| The Sims 3 Commemorative Edition Os Sims 3 Edição Comemorativa                    | - EU: 4 de junho de 2010                                                              | Jogo base em DVD, livro de capa dura de 48 páginas, pôster de parede, caderno de esboços de obras de arte e acesso a itens adicionais do jogo.                                                           |
| The Sims 3 Deluxe                                                                 | - AN: 28 de setembro de 2010 - EU: 30 de setembro de 2010 - BR: 9 de setembro de 2011 | Jogo base e The Sims 3: Ambitions. |
| The Sims 3 Starter Pack                                                           | - AN: 14 de maio de 2013 - EU: 16 de maio de 2013                                     | Jogo base, The Sims 3: Late Night, The Sims 3: High End Loft Stuff e conteúdo adicional para download.                                                                                                   |

## Recepção
A EA informou que em sua primeira semana, The Sims 3 vendeu 1,4 milhão de cópias. De acordo com a EA, este foi o lançamento de jogo para PC de maior sucesso que a empresa teve até então. De acordo com rastreadores de dados de varejo Gfk Australia, The Sims 3 foi o jogo mais vendido na Austrália desde o lançamento até 30 de junho de 2009. A resposta dos críticos e dos jogadores foi geralmente favorável, com o Metacritic calculando uma pontuação de 86/100 com base em 75 análises. A PC Gamer premiou The Sims 3 com 92% e um distintivo de Escolha do Editor, chamando-o de "O melhor jogo de Sims até agora". IGN PC concedeu ao The Sims 3 uma nota 8.9/10, declarando:
Esta é simplesmente uma melhor experiência de jogo dos Sims, e uma vez que você experimente a liberdade de atingir a cidade sem acessar uma tela de carregamento, será difícil voltar para qualquer um dos jogos anteriores. Aumentar o tamanho do jogo certamente era um risco, mas era sensato e atrasado, e parabéns à EA por reconhecer que a fórmula de uma década precisava de algum crescimento. E embora ainda haja muito espaço para mais inovações, vamos nos contentar com o The Sims 3 por enquanto. Ele oferece uma base sólida para o que deveria ser muitos anos de dominância de vendas do Sims. IGN
GameSpot concedeu ao The Sims 3 uma pontuação de 9,0/10, a crítica elogiou o jogo: "O jogo Sims mais recente também é o melhor, atingindo um equilíbrio fantástico entre o novo e o familiar."
O jogo ficou em 91º lugar no "Top 100 Jogos Modernos" da IGN. Em uma edição especial da revista Edge listando seus 100 melhores videogames de todos os tempos, The Sims 3 ficou em 89º lugar na lista.
Revendo a versão do Nintendo 3DS, IGN deu 7,5 de 10, afirmando que "embora algumas das adições sejam bem-vindas, como os novos gráficos e interface, a remoção de certos recursos como vários salvamentos, traços de personalidade e chamada de serviços é estranha", embora também afirme "Ainda assim, se você nunca jogou um jogo dos Sims antes, prepare-se para ficar viciado Embora esta versão tenha alguns problemas, os pontos positivos superam os negativos."